# Кембриџ (Мериленд)
Кембриџ (енгл. Cambridge) град је у америчкој савезној држави Мериленд.

## Демографија
По попису из 2010. године број становника је 12.326, што је 1.415 (13,0%) становника више него 2000. године.
| Група             | 2000.         | 2010.         |
| Белци             | 5.167 (47,4%) | 5.419 (44,0%) |
| Афроамериканци    | 5.449 (49,9%) | 5.899 (47,9%) |
| Азијати           | 71 (0,7%)     | 162 (1,3%)    |
| Хиспаноамериканци | 157 (1,4%)    | 610 (4,9%)    |
| Укупно            | 10.911        | 12.326        |